# Diuris brevifolia
Diuris brevifolia är en orkidéart som beskrevs av Richard Sanders Rogers. Diuris brevifolia ingår i släktet Diuris och familjen orkidéer.
Artens utbredningsområde är Sydaustralien. Inga underarter finns listade i Catalogue of Life.